# Two months. Two million.
Two months. Two million. var en amerikansk dokusåpa från 2009. Serien handlade om fyra nätpokerspelare som under två sommarmånader ska tjäna in 2 miljoner dollar som ett pokerlag. Under speltiden bor de tillsammans i en villa i Las Vegas.
Serien sändes endast en säsong.

## Deltagare
De deltagande pokerspelarna var Dani "Ansky" Stern, Jay "KRANTZ" Rosenkrantz, Brian "flawless_victory" Robert och Emil "whitelime" Patel